# Bowil
Bowil is een gemeente en plaats in het Zwitserse kanton Bern, en maakt deel uit van het district Bern-Mittelland.
Bowil telt 1.357 inwoners.